# Benjamin Geissler
Benjamin Geissler (* 1964 in Orbeck, Landkreis Osnabrück) ist ein deutscher Filmemacher. 

## Leben
Sein Vater war der Schriftsteller Christian Geissler. Er arbeitete bei verschiedenen Fernseh- und Rundfunkanstalten, dabei war er auch Regieassistent von Karl Fruchtmann bei Radio Bremen. 1994 gründete er die Benjamin Geissler Filmproduktion.
Sein Dokumentarfilm Bilder Finden über die Suche, den Fund und den anschließenden Verlust von Bildern des Schriftstellers und Malers Bruno Schulz erlangte weltweites Aufsehen. Am 9. Februar 2001 entdeckte Benjamin Geissler mit seinem Vater und einem Filmteam im ostgalizischen Drohobycz, heute Ukraine, die Malereien im Kinderzimmer der Villa von Felix Landau. In Zusammenarbeit mit der deutschen Botschaft, dem ukrainischen und dem polnischen Kulturministerium führte eine Expertenkommission erste Freilegungsarbeiten durch. Im Mai 2001 lösten Mitarbeiter von Yad Vashem in einer umstrittenen klandestinen Aktion die Malereien mitsamt dem Putz von der Wand und brachten sie ohne Absprache nach Israel. 2008 akzeptierte Israel, dass die Fundstücke zum Eigentum und Kulturgut der Ukraine gehören und kündigte an, die drei Fresken für zwanzig Jahre als Leihgabe zu behalten.
Im Jahr 2013 war im Berliner Martin-Gropius-Bau, wie an anderen Orten zuvor, eine Installation mit dem Titel Die Bilderkammer des Bruno Schulz zu sehen, die eine virtuelle Rekonstruktion der Schulzschen Bilder zeigte.

## Filme
- Bussmanns im Wald (1990)
- Vincenzo Floridia, oder die letzte Rose von Noto (1995)
- Zeitsprung (1999)
- Bilder finden (2002)
- Lost pictures – lost memories (2009)